# 陈治良
陈治良 （英語：？—），马来西亚演员，曾是健美运动员，后来到香港成为了香港演员。

## 生平
出生于马來西亚，进入影坛前曾是健美运动员。在担任健美运动员的时候获得过四届马来西亚健美先生和三届亚洲先生的荣誉，并在健美圈中享有非常高的声望。
后在1989年进入香港影坛，并出演了很多部作品，在这些作品当中，比较著名的是《力王》。
之后在2005年拍完《搏擊之霸》后息影，目前在吉隆坡生活，并且在日常生活中经常锻炼。目前依旧单身。

## 外部連結
- 陈治良在互联网电影资料库（IMDb）上的資料（英文）
- 陈治良在香港影庫上的簡介
- 陈治良在豆瓣上的资料（简体中文）
- hkcinemagic链接 （页面存档备份，存于）